# Хуан-Лакасе
Хуан-Лакасе (исп. Juan Lacaze) — город в юго-западной части Уругвая, в департаменте Колония.

## География
Расположен в 43 км к востоку от административного центра департамента, города Колония-дель-Сакраменто и в 150 км к западу от Монтевидео. Через город проходит автомобильная дорога № 54. Абсолютная высота — 0 метров над уровнем моря.

## История
17 августа 1920 года получил статус малого города (Villa), а 8 мая 1853 года — статус города (Ciudad).

## Население
Население города по данным на 2011 год составляет 12 816 человек.
| Год  | Население |
| ---- | --------- |
| 1963 | 11 204    |
| 1975 | 11 595    |
| 1985 | 12 574    |
| 1996 | 12 988    |
| 2004 | 13 196    |
| 2011 | 12 816    |

Источник: Instituto Nacional de Estadística de Uruguay

## Спорт
В городе в 1999—2006 гг. базировался футбольный клуб «Депортиво Колония», выступавший в 2003—2006 годах в Высшем дивизионе чемпионата Уругвая. В 2006 году команда была расформирована.

## Известные уроженцы
- Эрнесто Хавьер Чевантон — уругвайский футболист
- Кристиан Родригес — уругвайский футболист